# José Miguel Carrera
José Miguel de la Carrera y Verdugo (Santiago do Chile, 15 de outubro de 1785 – Mendoza, 4 de setembro de 1821) foi um político e militar chileno, ativista da independência do Chile.

## Vida
Foi um general chileno, ex-militar espanhol, membro da proeminente família Carrera e considerado um dos fundadores da Chile independente. Carrera foi o líder mais importante da Guerra da Independência do Chile durante o período da Pátria Vieja ("República Velha"). Depois da "Reconquista de Chile" espanhola ("Reconquista"), ele continuou a campanha do exílio após a derrota. Sua oposição aos líderes independentes da Argentina e do Chile San Martin e O'Higgins respectivamente o fez viver no exílio em Montevidéu. De Montevidéu Carrera viajou para a Argentina, onde se juntou à luta contra os unitaristas. O pequeno exército de Carreras acabou ficando isolado das outras forças federalistas na Província de Buenos Aires . Nessa difícil situação, Carrera decidiu cruzar para terras controladas por nativos até o Chile para derrubar de uma vez por todas o diretor supremo chileno O'Higgins. Sua passagem para o Chile, que era seu objetivo final, teve a oposição de políticos argentinos e ele se engajou junto a tribos indígenas, entre os Ranquels , em uma campanha contra as províncias do sul da Argentina. Após a queda do aliado de Carreras, a República de Entre Ríos, e várias vitórias contra as Províncias Unidas dos homens do Río da Prata Carrera foram finalmente derrotadas por forças numericamente superiores perto de Mendoza. Carrera foi então traído por um de seus ajudantes argentinos, levando à sua captura e execução naquela cidade. José Miguel Carrera era descendente de bascos.